# مارتیروس ساروخانیان
مارتیک (مارتیروس) ساروخانیان (ارمنی: Մարտիկ (Մարտիրոս Սարուխանյան)؛ انگلیسی: Martiros Sarukhanyan; Martik Levonyan؛ زاده ۱۸۷۳ – درگذشته ۱۸۹۵) فدایی و فعال اجتماعی اهل ارمنستان بود.

## زندگی‌نامه
وی در ۱۸۷۳ در شوشی به دنیا آمد و از انستیتو فناوری دولتی سنت پترزبورگ فارغ‌التحصیل شد. سپس در ژنو به تحصیل پرداخت جایی که وی کمیته مرکزی حزب سوسیال دموکرات هنچاکیان را حمایت نمود. ۱۸۹۴ در سال به عنوان رهبر هنچاکیان به ارمنستان غربی نقل مکان نمود و در تبریز مشغول به فعالیت شد. سپس در سال ۱۸۹۵ به رهبری حزب هنچاکیان در وان درآمد. وی در ۱۸۹۵ در سن ۲۲ سالگی درگذشت.
آوتیس نازاربکیان و شوشانیک کورقینیان اشعاری به یاد وی تقدیم نموده‌اند.

## نگارخانه

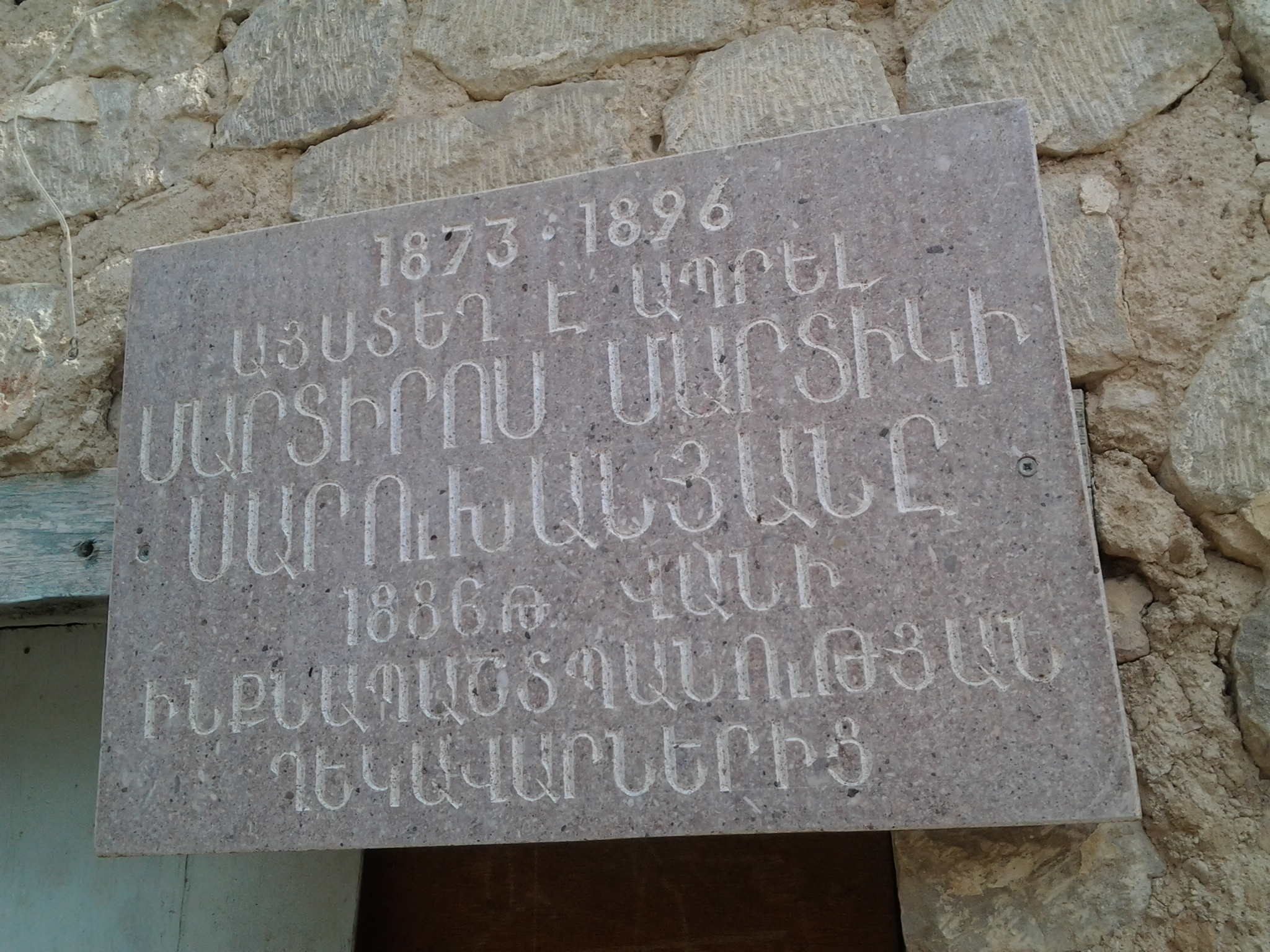